# Eleccions regionals de Sicília de 1967
Les eleccions regionals per a renovar l'Assemblea Regional de Sicília se celebraren l'11 de juny de 1967. La participació fou del 81,6%.
| ← Eleccions regionals de Sicília, 1967 →             |           |        |        |
| Partits                                              | vots      | %      | escons |
| Democràcia Cristiana Italiana                        | 934.632   | 40,1%  | 35     |
| Partit Comunista Italià (PCI)                        | 496.310   | 21,3%  | 20     |
| PSI - PSDI Unificat                                  | 300.447   | 12,9%  | 12     |
| Moviment Social Italià (MSI)                         | 152.742   | 6,6%   | 8      |
| Partit Liberal Italià (PLI)                          | 143.068   | 6,1%   | 4      |
| Partit Republicà Italià (PRI)                        | 105.180   | 4,5%   | 4      |
| Partit Socialista Italià d'Unitat Proletària (PSIUP) | 97.949    | 4,2%   | 4      |
| Partit Democràtic Italià d'Unitat Monàrquica         | 45.045    | 1,9%   | 2      |
| Moviment Independentista Sicilià (MIS)               | 1.246     | 0,1%   | -      |
| altres                                               | 52.701    | 2,3%   | 1      |
| Total                                                | 2.329.320 | 100,00 | 90     |

Fonts: Ministeri del l'Interior, ISTAT i Assemblea Regional Siciliana